# Juventus Stadium
Pour les articles homonymes, voir Allianz (stade).
Le Juventus Stadium, également connu sous le nom commercial  Allianz Stadium, est un stade de football situé dans la ville italienne de Turin, dans le Piémont, qui accueille les matchs à domicile de la Juventus Football Club.
Avec 41 507 places, il est le huitième stade d'Italie en termes de capacité.

## Histoire
Le stade a ouvert ses portes pour la saison 2011-2012 et a une capacité de 41 000 spectateurs. Il est construit sur le site de l'ancien stade de la Juventus, le Stadio delle Alpi (démoli entre 2007 et 2008), propriété du club depuis juin 2002.
L'inauguration a eu lieu le 8 septembre 2011, de façon concomitante avec la célébration du 150e anniversaire de l'Unité italienne.
La Juventus a vendu l'exclusivité du nom du stade à Sportfive Italia jusqu'au 30 juin 2023. La Juventus recevra un minimum de 7 millions d'euros par an.

## Description
- Hauteur des pylônes = 86 mètres.
- Les premiers sièges sont à seulement 7,5 mètres du terrain de jeu et les sièges les plus loin se trouvent à 49 mètres.

### Réalisation
Le 18 mars 2008, la délibération du conseil d'administration de la Juventus Football Club S.p.A. approuve la construction d'un nouveau stade à la place du Stadio delle Alpi, avec un investissement total pour la réalisation, initialement estimé à 105 millions d'euros, avant de finir plus tard à 155 millions. Le projet fut attribué aux studios GAU et Shesa sous la coordination des architectes Hernando Suarez et Gino Zavanella et de l'ingénieur Massimo Majowecki. Les travaux de démolition du Delle Alpi commencèrent en novembre 2008 et furent achevés en mars 2009.

### Depuis son inauguration
Le stade (le 9e de l'histoire du club) est inauguré le 8 septembre 2011 lors d'un match amical « symbolique » contre l'équipe anglaise du Notts County FC, un des plus vieux clubs professionnels d’Angleterre, ce club étant à l’origine des couleurs rayées blanches et noires de la Juve, symboles de « simplicité, d’austérité, d’agressivité et surtout, de pouvoir ». Le match se termine sur le score de un but partout, le joueur bianconero Luca Toni inscrivant le tout premier but du stade.
Mais le premier véritable match officiel disputé dans l'enceinte a lieu 3 jours plus tard le 11 septembre lors de la seconde journée de Serie A, qui se solde par une victoire 4 buts à 1 contre le Parme FC, où le premier but y fut inscrit par le défenseur suisse de la Juve Stephan Lichtsteiner à la 17e minute.
La finale de la Ligue Europa 2013-2014 s'est déroulée dans l'enceinte du club de la Juventus.

## Événements sportifs
- Finale de la Ligue Europa 2013-2014
- Phase finale de la Ligue des nations de l'UEFA 2020-2021
- Finale de la Ligue des champions féminine de l'UEFA 2021-2022

### Projet Continassa
Le 1er juin 2010, la Juventus a acquis un bail emphytéotique de 99 ans sur la zone de Continassa, d'une superficie de 270 860 m2 (50 ans pour certaines parties mineures), auprès du conseil municipal de Turin pour 1 million d'euros, dans le but de la revaloriser sur une période de dix ans grâce à une série de projets et à un investissement d'au moins 60 millions d'euros. L'accord a été initialement annoncé le 15 mars 2011 et signé d'ici la fin de l'année 2011,.
Le projet comprend, entre autres, la construction du futur siège du club, qui sera érigé dans la zone de Continassa. La Juventus s'est également engagée à construire une École de football Juventus (l'équipe de football scolaire de la Juventus) ainsi que des hôtels. Le 22 décembre 2012, le plan directeur de l'ensemble de la zone de Continassa a été approuvé par le conseil municipal de Turin.
Le 14 juin 2013, un contrat final d'une valeur de 11,7 millions d'euros a été signé, permettant à la Juventus d'acquérir un bail renouvelable de 99 ans pour une superficie de 180 000 mètres carrés, tandis que le conseil municipal a conservé une partie de la zone de Continassa. Le 22 juillet 2014, le Piano Esecutivo Convenzionato proposé par la Juventus a été approuvé.
Le projet a ensuite été rebaptisé J-Village.

### J-Village
Le 16 octobre 2015, la Juventus a officiellement annoncé le nouveau projet J-Village. Il a réformé le projet Continassa précédent et a poursuivi le développement dans la zone de Continassa. J-Village comprend le développement de six sites : le JTC (Centre d'entraînement de la Juventus), les installations d'entraînement de l'équipe première qui abriteront également le Centre Médias ; le nouveau siège de la Juventus ; le J-Hotel ; l'ISE International School (partie du J-College) ; le Concept Store. Une centrale électrique et les infrastructures de service pour toute la zone compléteront le développement. Le plan opérationnel devait être achevé d'ici la fin juin 2017. Le 17 juillet 2017, la Juventus a annoncé l'ouverture de son nouveau siège social. Le 24 août 2019, la Juventus a annoncé l'ouverture de l'hôtel J-Hotel, un établissement quatre étoiles de 138 chambres. La Juventus possède 40 % de l'hôtel, les 60 % restants appartenant au groupe Lindbergh Hotels.
La Juventus a cédé les droits de développement de la zone à un fonds de capital-investissement privé, le Fonds immobilier J-Village. La transaction comprenait la propriété d'une superficie d'environ 148 700 mètres carrés et les autorisations d'urbanisme correspondantes pour une superficie de plancher brute de 34 830 mètres carrés, pour une valeur totale de 24,1 millions d'euros. Ainsi, la Juventus a reçu des actions dans le Fonds J-Village d'une valeur de 24,1 millions d'euros et est devenue actionnaire du Fonds. Le Fonds immobilier J-Village était géré par Accademia SGR, une société de gestion d'actifs. L'investissement total du Fonds s'élevait à plus de 100 millions d'euros, entièrement financé par divers investisseurs privés gérés par Accademia SGR pour un montant total de 53,8 millions d'euros, ainsi que par un financement accordé par UBI Banca (50 %) et UniCredit (50 %), pour un montant maximum de 64,5 millions d'euros.

## Galerie

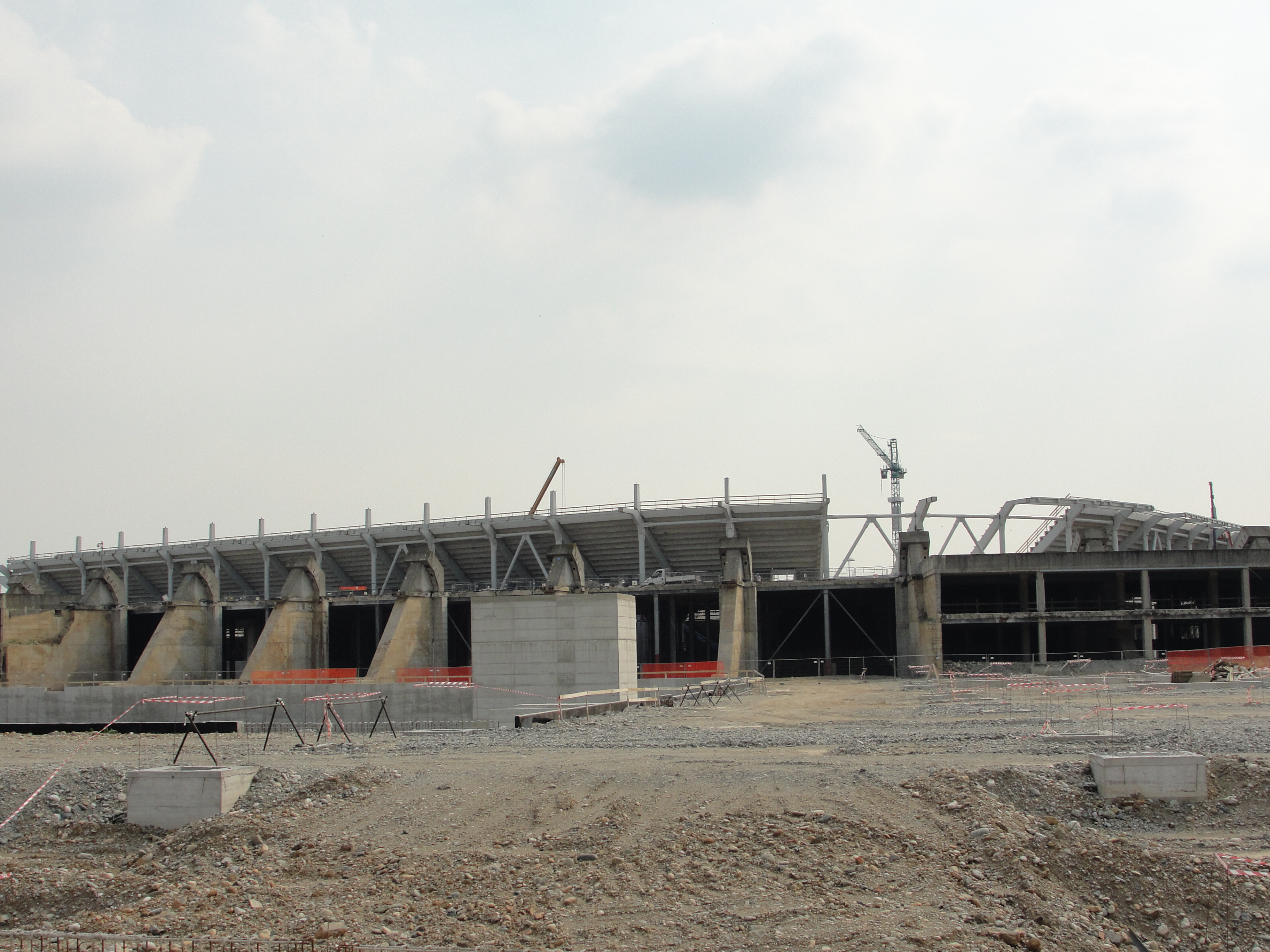
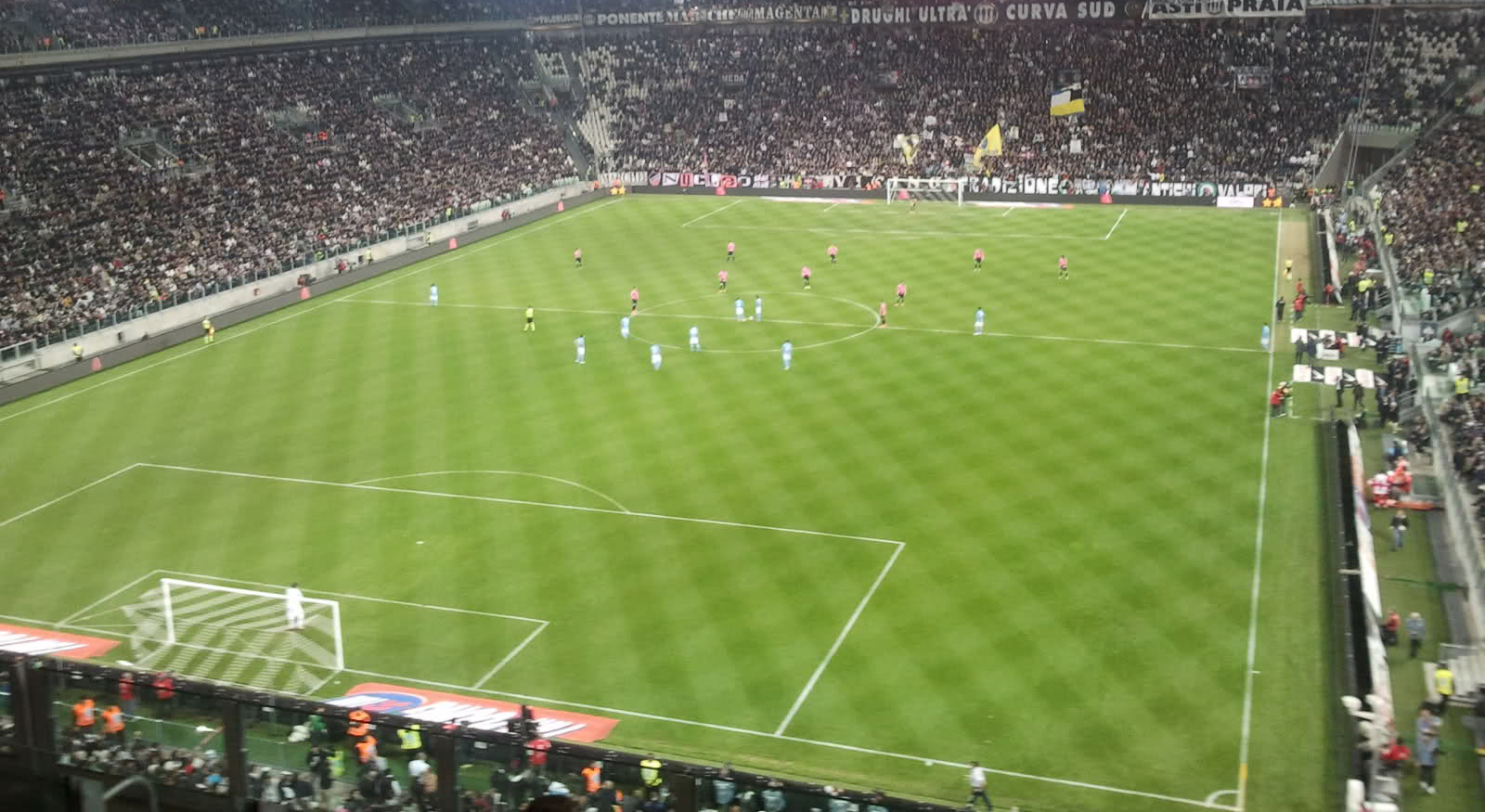
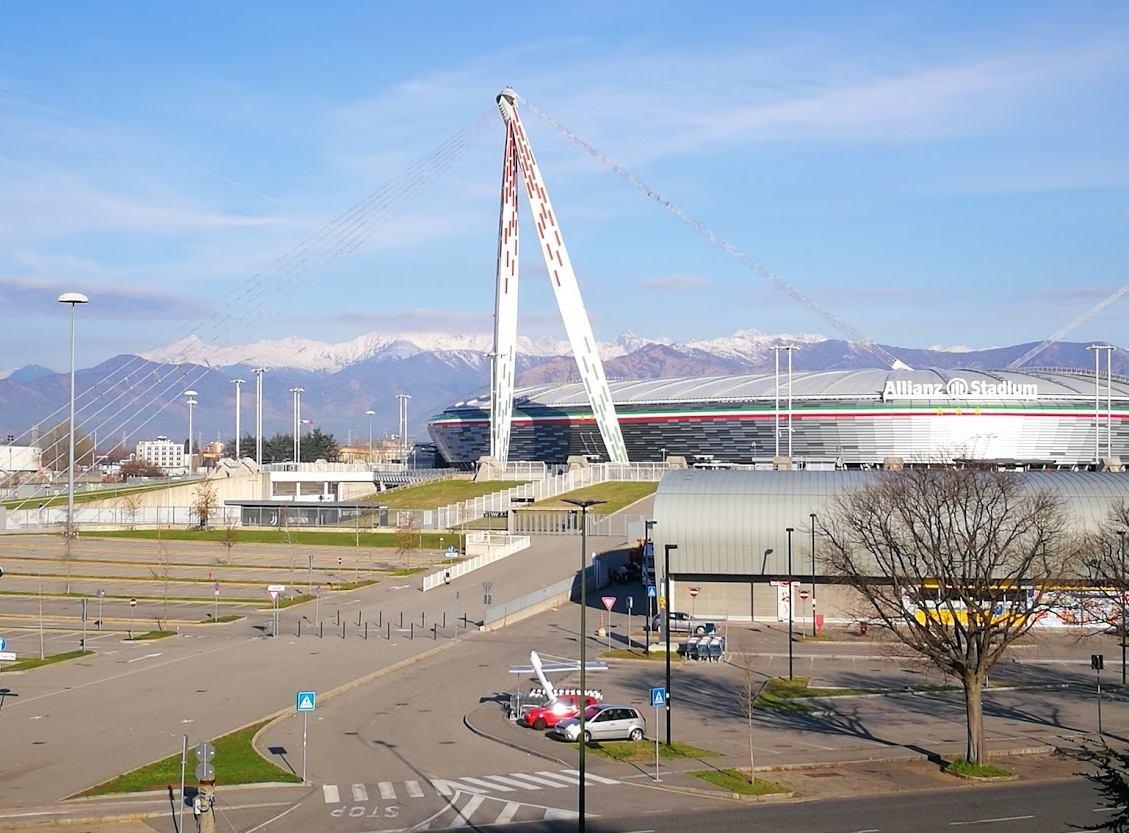

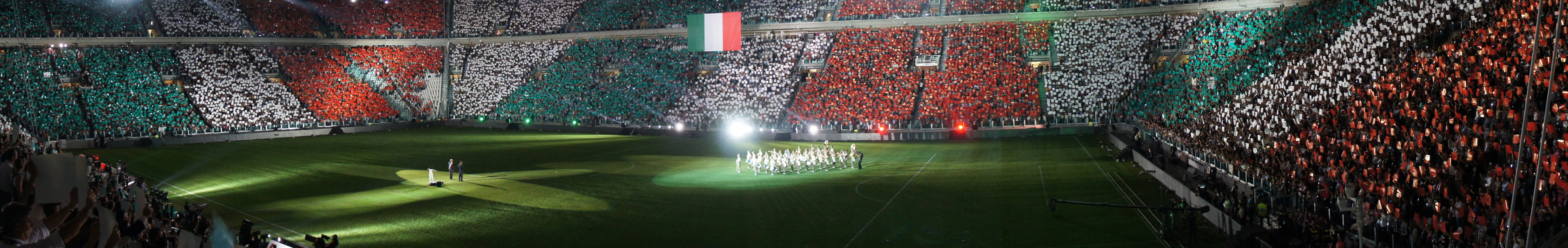
Vue panoramique du Juventus Stadium lors de la cérémonie d'inauguration.